# میرکا رکولا
میرکا رکولا (انگلیسی: Mirkka Rekola; ۲۶ ژوئن ۱۹۳۱ – ۵ فوریهٔ ۲۰۱۴) شاعر، و نویسنده اهل فنلاند بود.
وی همچنین برندهٔ جوایزی همچون جایزه اینو لینو شده‌است.